# Homalopoma subobsoletum
Homalopoma subobsoletum is een slakkensoort uit de familie van de Colloniidae. De wetenschappelijke naam van de soort is voor het eerst geldig gepubliceerd in 1937 door Willett.